# گرمپاوند
گرمپاوند (به انگلیسی: Grampound) یک روستا در بریتانیا است که در کورنوال واقع شده‌است.